# Benson & Hedges Centennial Open 1989
L'Heineken Open 1989  è stato un torneo di tennis giocato sul cemento.
È stata la 33ª edizione dell'Heineken Open,che fa parte del Nabisco Grand Prix 1989. Si è giocato all'ASB Tennis Centre di Auckland in Nuova Zelanda, dal 9 al 16 gennaio 1989.

## Campioni

### Singolare
Ramesh Krishnan ha battuto in finale  Amos Mansdorf con il punteggio di 6–4, 6–0

### Doppio
Steve Guy /  Shūzō Matsuoka hanno battuto in finale  John Letts /  Bruce Man Son Hing con il punteggio di 7–6, 7–6